# Armênios do Azerbaijão

As fronteiras definitivas do conflito após o cessar-fogo de 1994 ser assinado. Forças armênias de Artsaque atualmente controlam quase 9% do território fora do Azerbaijão do antigo Oblast Autônomo do Alto Carabaque. E forças azeris controlam Shahumian e as partes orientais de Martakert e Martuni.

Armênios do Azerbaijão são os armênios que viviam em grande número no Azerbaijão; de acordo com as estatísticas, cerca de 400.000 armênios viviam no Azerbaijão em 1989.  A maior parte dos armênios-azeris, porém, tiveram de fugir da república, assim como os azeris da Armênia, nos acontecimentos que levaram à Guerra do Alto Carabaque, um resultado do conflito armênia-azeri em curso. As atrocidades contra a população armênia teriam ocorrido em Sumgait (Fevereiro de 1988), Ganja (Kirovabad, Novembro de 1988) e Baku (Janeiro de 1990). Atualmente a grande maioria dos armênios do Azerbaijão vivem em território controlado pela região dissidente da República de Artsaque (120.700 partir de 1999 segundo estatísticas oficiais azeris) que declararam seu ato unilateral de independência em 1991 sob o nome de República do Alto Carabaque (hoje República de Artsaque), mas não foi reconhecido por nenhum país, incluindo a Armênia. De acordo com as estimativa do Departamento de Justiça dos Estados Unidos, o número de armênios que vivem no território do Azerbaijão fora do Alto Carabaque foi de cerca de 18.000-20.000 em 1993; no entanto, actualmente, o número real de armênios fora do Alto Carabaque está em torno de 2.000-3.000, e quase exclusivamente composto por pessoas casadas com os azeris ou de ascendência mista armênia-azeri. O número de armênios que não são provavelmente casados com azeris e não são de ascendência mista armênia-azeri são estimados em 645 (36 homens e 609 mulheres) e mais da metade (378 ou 59 por cento de armênios no Azerbaijão fora do Alto Carabaque) vivem em Bacu e o restante em áreas rurais. Eles tendem a ser idosos e doentes, e provavelmente não têm outros membros da família.  Os armênios no Azerbaijão estão em um risco grande, enquanto o conflito do Alto Carabaque permanece instável  no Azerbaijão, o status dos armênios é precário. As igrejas armênias permanecem fechadas, por causa da grande emigração de armênios e o medo de ataques azeris.
Após a ofensiva azerbaijana no Alto Carabaque e o colapso da república separatista de Artsaque em 2023, praticamente todos os armênios fugiram, deixando o território do Azerbaijão quase desprovido de armênios.